# Hellinsia probatus
Hellinsia probatus là một loài bướm đêm thuộc họ Pterophoridae. Loài này có ở New Guinea.